# Ujemi ritem (album)
Ujemi ritem je bil prvi glasbeni album slovenske pop skupine Foxy Teens.
Izšel je leta 1996.

## Seznam pesmi
| Št. | Naslov                          | Dolžina |
| --- | ------------------------------- | ------- |
| 1.  | „Pejmo, punce‟                  |         |
| 2.  | „Ujemi ritem‟                   |         |
| 3.  | „Kje zdaj so vse noči‟          |         |
| 4.  | „Briga me‟                      |         |
| 5.  | „Želja (Foxy Teens)‟            |         |
| 6.  | „Zvezde padajo z neba‟          |         |
| 7.  | „Skuliraj se‟                   |         |
| 8.  | „Ti si vse‟                     |         |
| 9.  | „Hej, dekle‟                    |         |
| 10. | „Kje zdaj so vse noči‟ (remiks) |         |